# 37 Aquilae
37 Aquilae, som är stjärnans Flamsteed-beteckning, är en ensam stjärna belägen i den södra delen av stjärnbilden Örnen. Den har en skenbar magnitud på ca 5,12 och är svagt synlig för blotta ögat där ljusföroreningar ej förekommer. Baserat på parallax enligt Gaia Data Release 2 på ca 7,4 mas, beräknas den befinna sig på ett avstånd på ca 444 ljusår (ca 136 parsek) från solen. Den rör sig närmare solen med en heliocentrisk radialhastighet av ca -30 km/s.

## Egenskaper
37 Aquilae är en gul till orange jättestjärna av spektralklass G8 IIIa. Det är osäkert om den befinner sig på den röda eller på den horisontella jättegrenen; Reffert et al. (2015) anger 57 procent sannolikhet för det senare. Den har en massa som är ca 2,3 solmassor, en radie som är ca 23 solradier och utsänder ca 219 gånger mera energi än solen från dess fotosfär vid en effektiv temperatur av ca 4 600 K. Stjärnans koordinater anger en källa för röntgenstrålning, som troligen kommer från stjärnan.